# Glenn L. Martin

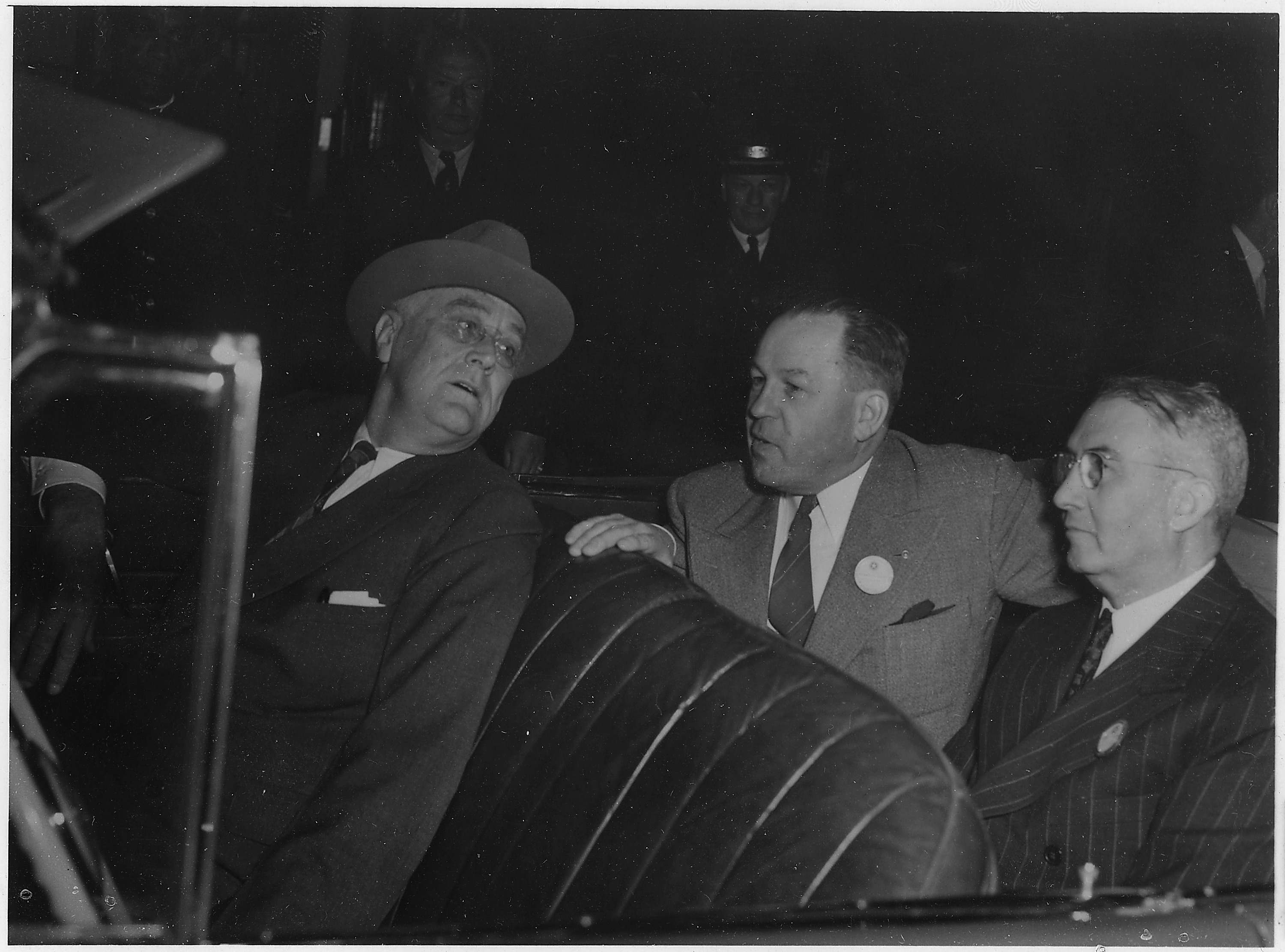
Glenn L. Martin sentado atrás y al lado izquierdo del presidente Franklin Delano Roosevelt

Glenn Lutero Martin (Macksburg, Iowa, Estados Unidos; 17 de enero de 1886 - 5 de diciembre de 1955) fue un pionero de la construcción aeronáutica estadounidense y fundador una de las principales compañías fabricantes de aviones de los Estados Unidos, la Glenn L. Martin Company.

## Biografía
Glenn Lutero Martin nació en Iowa en 1886, era el hijo menor de una rígida familia metodista que se radicó más tarde en Kansas como granjeros, su hermana mayor se llamaba Della.
A la edad de seis años se convirtió en un ávido constructor de cometas y transformó la vivienda de sus padres en un taller de construcción de estos artefactos, su madre Minta fue muy cercana y apoyó siempre las iniciativas de Glenn Martin.

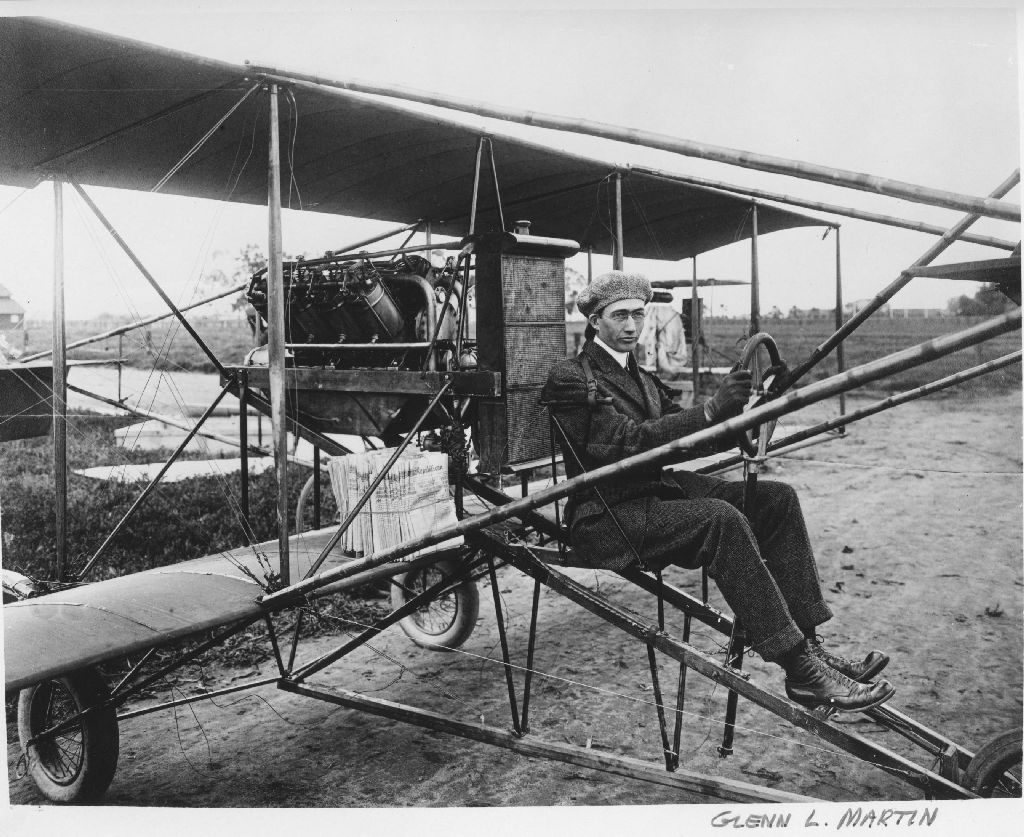
Glenn L. Martin en un biplano (¿1912?)

El ejemplo de los hermanos Wright fue el punto de inflexión en la vida de Glenn Martin quien decidió seguir la senda de la construcción de aeroplanos montando un taller aledaño a la casa paternal en 1909. Su primer aeroplano fue una copia del Curtiss June Bug, pero se destruyó en el primer vuelo, Martin realizó cambios en los materiales y el segundo prototipo pudo volar una discreta distancia.
En 1912, Glenn Martin fundó su primera compañía aeronáutica, la Glenn L. martin Company y construyó su primer hidrovión con vistas a competir en raids de corta distancia en lago Muskegon, Míchigan en los Grandes Lagos; pero un accidente destruyó el aparato.
Ese mismo año se trasladó a Los Ángeles, California y montó una pequeña fábrica de construcción aeronáutica, para poder tener flujo de caja Glenn tuvo que realizar vuelos acrobáticos en ferias y exposiciones aéreas llegando a participar (bochornosamente) en una película con la actriz Mary Pickford en 1915.
En 1916, se fusionó con los hermanos Wright formando la Wright Martin Co., pero la personalidad de Martin no lo ayudó en sus relaciones y dejó a quienes fueron sus héroes de juventud.

Interior de la fábrica Glenn L.Martin Co., en Baltimore (1953)

Volvió a refundar la Glenn L. Martin Co., en Cleveland, Ohio en 1917 y uno de sus primeros clientes fue la US NAVY quien le encargó la construcción de un biplano de bombardeo de mediana envergadura, este prototipo fue el MB-1 que estuvo operativo hacia el final de 1918 cuando la Gran Guerra había finalizado. La Armada mediante el Departamento de Guerra encargó veinte unidades del MB-1; pero Martin aplicó mejora continua a su prototipo y las 5 unidades se basaron en el MB-2, las 15 restantes fue una variante denominada NBS-1, un bombardero nocturno de corto rango. El segundo pedido fue por 110 unidades, Martin quiso entonces negociar los derechos de propiedad y manipuló la oferta de manera monopólica; entonces la Armada licitó la construcción y aparecieron competidores oportunistas como la Curtiss Aircraft, Aeromarine y L.W.F Engineering perdiendo la licitación por este lote.
En 1922, intentó cursar ingeniería en Kansas Wesleyan University pero no terminó su malla curricular.
En 1929, Martin vendió la planta de ensamblaje de Cleveland y se trasladó a Maryland refundando la planta de ensamblaje en Middle River.
Una de las particularidades de Glenn L. Martin Co., era la mejora continua de sus prototipos, tarea que demandaba muchas horas hombre y demoras en las entregas.
La Glenn L. Martin Co., atrajo a hombres con alta especialización en ingeniería aeronáutica tales como Donald Douglas, William Boeing, Lawrence Bell, James S. McDonnell, y otros talentos que más tarde desertarían y se independizarían formando compañías rivales.
Entre la década de 1930 y los 40s, produjo para la Armada el P3M Martin, un hidroavión de patrullaje costero que fue exitoso y que siguieron al Martin PBM Mariner y el Martin JRM Mars que operaron en la Segunda Guerra Mundial.
Produjo además el bombardero medio B-26 Marauder, la superfortaleza B-29, los bombarderos A-22 Maryland.
Terminada la guerra, la compañía produjo el B-57 Camberra, el P5M Marlin, el bimotor de pasajeros Martin 404 y los fallidos prototipos XB-48 y XB-51.
Glenn L. Martin falleció en 1955 en Baltimore, Maryland a la edad de 69 años y su compañía comenzó un lento debacle debido a la escasez de órdenes militares y a un estancado desarrollo tecnológico hasta que se transformó en Martin Marietta Aircraft en 1961, en 1995 pasó a llamarse Lockheed Martin.

## Personalidad
Glenn L. Martin tenía fama de ser una persona de temperamento férreo, absolutamente carente de humor, recalcitrante y huraña.
Sus relaciones interpersonales y laborales fueron difíciles y su actitud no contribuía a mejorar las comunicaciones con sus empleados y clientes.
Dirigió por 40 años su compañía con mano de hierro.
Pero como contraparte era apreciado por la Armada y la USAF como un hombre muy competente y brillante y al final de su vida hizo grandes donaciones a fondos públicos para la educación, la conservación de la fauna y los asuntos públicos. Tuvo estrechos contactos con personalidades del ámbito político y de la alta sociedad norteamericana.
Martin quien fue uno de los más grandes fabricantes de aviones de los Estados Unidos con 11.000 unidades nunca tuvo formación académica formal.